# 湳港舊
湳港舊，是臺灣彰化縣永靖鄉的一個傳統地域名稱，位於該鄉南部偏東。相較於今日行政區，其範圍大致包括湳港村、新莊村、浮圳村。

## 歷史
台灣清治末期至日治初期，湳港舊地區為一街庄，稱為「湳港舊庄」，隸屬於武西堡。該庄北與五汴頭庄為鄰，東與陳厝厝庄為鄰，南邊為小紅毛社庄、鎮平庄，西邊為湳港西庄。
1901年（日治明治三十四年）11月，全台廢縣廳改設二十廳，該庄隸屬於彰化廳。1903年（明治三十六年）6月，該庄編入「關帝廳區」，隸屬於彰化廳。1909年（明治四十二年）10月，合併二十廳為十二廳，關帝廳區改隸屬於臺中廳。1920年（大正九年），該庄改制為「五汴頭」大字，隸屬於臺中州員林郡永靖庄。
戰後永靖庄改制為永靖鄉，隸屬於臺中縣，大字亦改制為村。1950年10月，中、彰、投分治，永靖鄉改隸屬彰化縣。

## 聚落
本地區發展較早的聚落有湳港舊，在日治期初期的官方地圖上已有記載。

## 交通
省道台1線（中山路二段～一段）又稱「縱貫公路」，是台北至屏東楓港的傳統平面幹道，大致以東北－西南走向轉北北東—南南西走向經過本地區西部邊界外不遠處。由該道路向東北轉北北東可前往埔心東部、員林、大村、花壇等地，向南南西可前往田尾、北斗、溪州、埤頭南端等地。
鄉道彰81線（浮圳路）是浮圳至社頭的道路，整條路線大致呈略向西傾斜的L字形，大致以北微西－南微東走向經過本地區東部邊界地帶。由該道路向北微西可前往陳厝厝地區的浮圳聚落、陳厝厝與五汴頭交界地帶並止於鄉道彰144線路口，向南微東可前往經一小段張厝與小紅毛社交界地帶後轉東微北可前往張厝、社頭中部並止於舊縣道141號（員集路二段）路口。
鄉道彰83線（永社路）是永靖至外三塊厝的道路，大致以北北西—南南東走向由本地區西部邊界入境後轉東南，經鄉道彰83-1線起點路口後轉南南東，至本地區南部邊界東側的鄉道彰146線路口轉南偏東並出境。由該道路向北北西轉北北東繞大彎轉西北可前往湳港西北部並止於省道台1線路口，向南南東可前往小紅毛社、大紅毛社西南部、外三塊厝並止於縣道150號路口。
鄉道彰83-1線（平和路二段）是湳港舊至南鎮的道路，其北側端點位於本地區西南部的鄉道彰83線路口。由此向南微東出境後可前往鎮平並止於其南部的鄉道彰154線路口。
鄉道彰146線（民權路）是溪畔至新興的道路，其東側端點位於本地區東南角的鄉道彰81線路口。由此向西微南沿本地區南部邊界東側而行，經鄉道彰83線路口後因邊界線轉南而入境一段路，出境後可前往鎮平、曾厝崙北部並止於鄉道彰87-1線路口。